# Columbus and Greenville Railway
 (juin 2021).

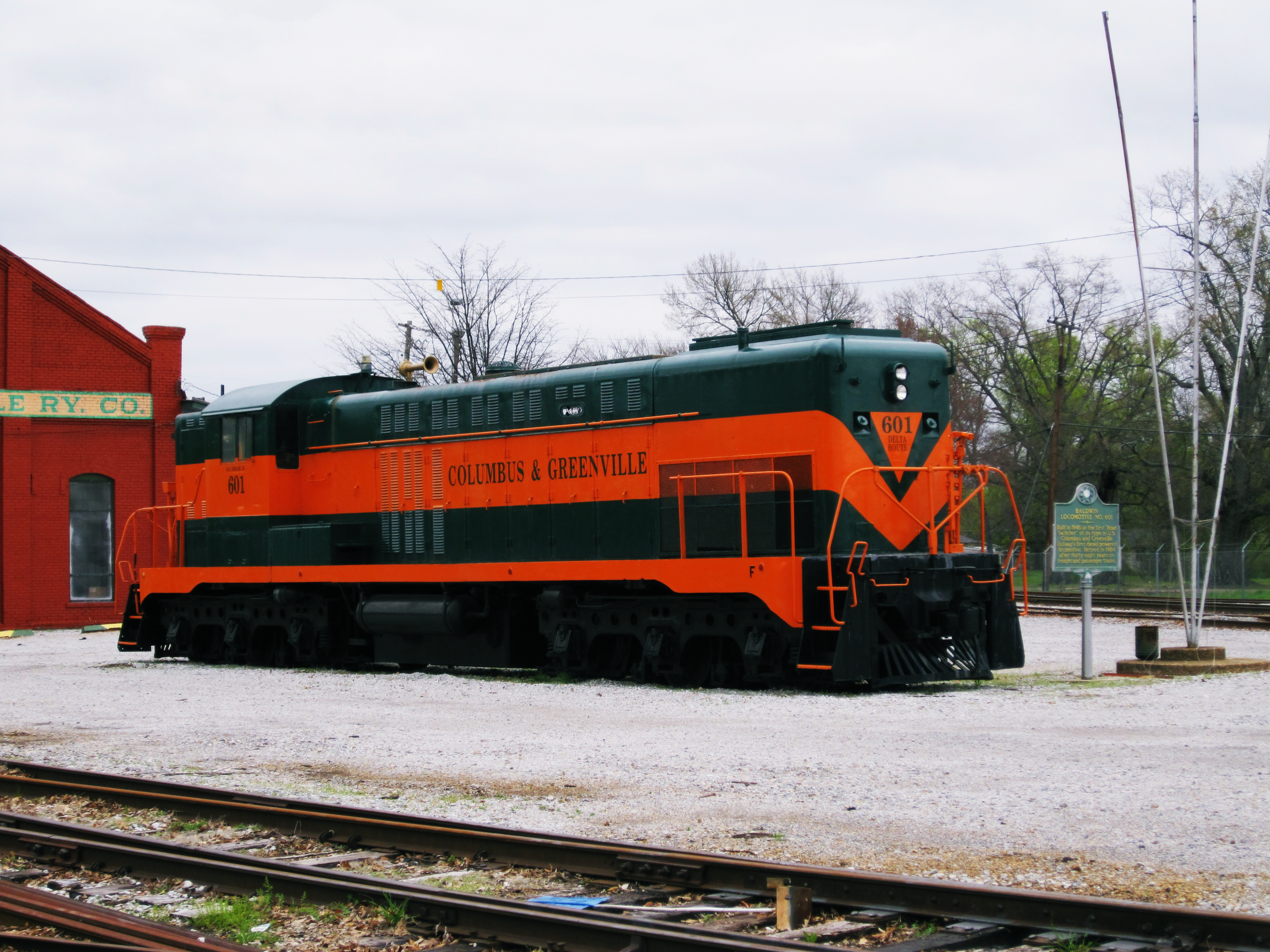
Locomotive Baldwin DRS-6-4-1500 du Columbus and Greenville Railway, préservée à Columbus.

Columbus and Greenville Railway est successivement le nom de deux compagnies de chemin de fer qui roulèrent sur la même ligne.

## Première compagnie (1923-1972)
Le premier Columbus and Greenville Railway (sigle de l'AAR: C&G), était un chemin de fer américain de classe I qui apparut en 1923 à la suite de la vente par le Southern Railway de son réseau local situé dans le Mississippi, baptisé Southern Railway in Mississippi (SOUMS). Connu comme la Delta Route, cette compagnie du Mississippi utilisait des locomotives Baldwins à cabines centrales. Elle fut rachetée en 1972 par l'Illinois Central Gulf Railroad (issu de la fusion de l'Illinois Central Railroad et du Gulf, Mobile and Ohio Railroad en août 1972). 

## Seconde compagnie (depuis 1974)
Le second Columbus & Greenville Railway (sigle de l'AAR: CAGY) fut fondé en 1974 mais ne commença son exploitation qu'en 1975 entre Columbus et Greenville à travers le Mississippi sur des lignes issues de l'Illinois Central Gulf Railroad. La compagnie se spécialisa d'abord dans le transport du bois et du papier. Le trafic de base fut étendu pour inclure les briques, le plastique, les grains pour l'alimentation des poissons-chats et des porcs, l'acier brut ou fini, le riz, le coton et le biodiesel. La compagnie faisait rouler 6 trains par jour: 2 entre Greenwood et Greenville, 2 au départ de Columbus et 2 à partir de l'aciérie de Severcorr entre Columbus et Artesia.
L'actionnaire majoritaire du Columbus & Greenville fut CAGY Industries, lequel contrôlait le Luxapalila Valley Railroad et le Chattooga & Chickamauga Railway.
En juin 2008, CAGY Industries fut racheté par Genesee & Wyoming Inc.

### Sources
- "CAGY Industries Information". Retrieved 2005-12-15.
- "Columbus and Greenville Railway Information" Retrieved 2005-12-15.
- Lewis, Edward A. (1986). American Shortline Railway Guide (3rd édition ed.). Milwaukee, Wisconsin: Kalmbach Publishing Company. p. 62.  (ISBN 0 89024 073 6).